# Coppen Jarges
Coppen Jarges, ook Koppen Jarich (onbekend - Stavoren 26 september 1420), was een belangrijke Fries-Groningse hoofdeling. Hij was gedurende verschillende periodes een burgemeester van de stad Groningen. In de Grote Friese Oorlog was hij een aanvoerder van de Schieringer partij.

## Geschiedenis

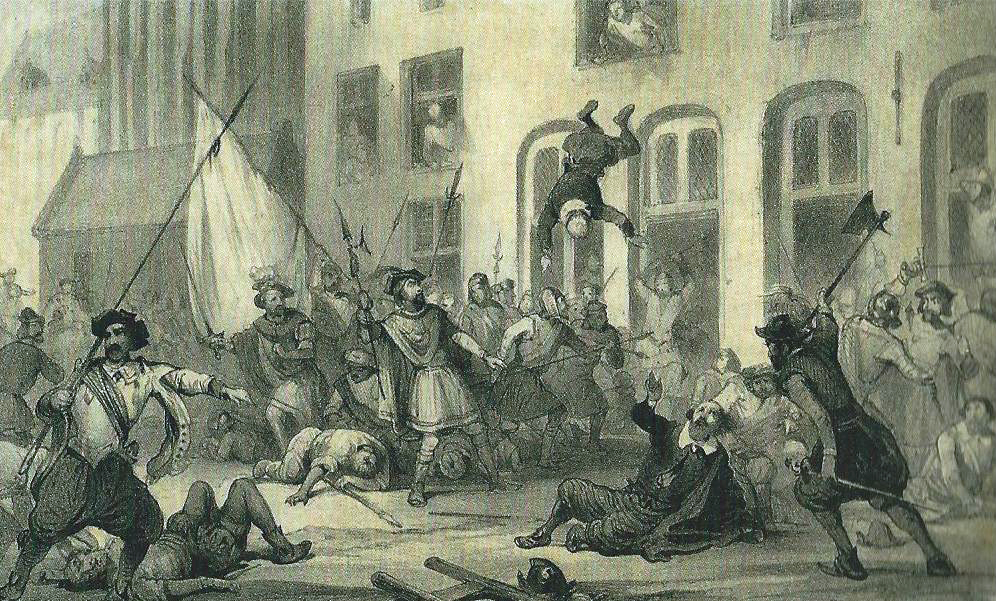
Een gravure uit de 19e eeuw met een afbeelding van het Groningse volksoproer van 1413, waarbij Coppen Jarges de macht greep. N.b. de hier afgebeelde Hoofdwacht bij de Martinitoren dateert van 1509 en bestond nog niet in die tijd.

In 1413 brak er Oost-Friesland een felle partijstrijd uit tussen de proost van Emden, Hisko Abdena en de hoofdeling Keno II tom Brok. Abdena vluchtte in oktober naar Groningen waar het stadsbestuur hem geen toegang wilde verlenen. In de raad van de stad Groningen was de uit Westerlauwers Friesland afkomstige Coppen Jarges sterk Schieringsgezind. Hij en zijn aanhang waren het met de gang van zaken niet eens en steunden de proost van Emden, hetgeen de Vetkopers in de raad afkeurden. Tussen beide facties ontstond een twist die uitliep tot een volksoproer, waarbij burgemeester Johan Rengers  met andere raadsleden werd vermoord. Veel belangrijke Vetkopers rondom de stad sloegen op de vlucht en sloten zich daarna aan bij Keno.
Aan het hoofd van de Schieringsgezinde stadsmilitie brandschatte Coppen vervolgens de Ommelanden, nam hij kerkschatten in beslag en plunderde hij borgen van Vetkoperse hoofdelingen. Vervolgens liet hij de sluizen van Reiderland vernielen om Keno II tom Brok te keren, toen deze met een vloot over de Eems bij Farmsum aan wal stak. Op 14 september 1415 viel Groningen alsnog in de handen van Keno en moest Coppen vluchten.
Coppen vluchtte naar Westerlauwers Friesland, waar hij steun zocht bij de Schieringsgezinde adel. Toen in 1417 een Schieringse krijgsmacht optrok naar de Ommelanden tegen de Geallieerden was Coppen een van de aanvoerders. Dit leger moest de stad Groningen weer in handen van de Schieringers brengen. In de Slag bij Okswerderzijl werden de Schieringers echter verslagen door de ervaren krijgsheer Fokko Ukena, die aan het hoofd stond van het Geallieerde leger. Coppen vluchtte opnieuw naar Friesland, waar hij enkele jaren later bij Staveren zou sneuvelen. Zijn nakomelingen keerden later terug naar Groningen.